# ブラウザプロ野球
『ブラウザプロ野球』（ブラウザプロやきゅう）は、AQインタラクティブが開発したオンライン野球ゲーム。基本料金は無料のブラウザゲームであり、mixi・ハンゲーム・Yahoo!モバゲーでサービスを提供していたが、2016年9月12日をもってサービスを終了した。

## 概要
日本野球機構（NPB）に所属する12球団の選手のカードを使ってチームを作り、他のプレイヤーと対戦するゲームである。試合は自動的に行われるため、プレイヤーは選手オーダーや役割などを決定したり、選手のレベルアップによる成長方針を決定することが主な役割となる。

### ポイント
ゲーム内の通貨（ポイント）は以下のものがある。
ベースボールトークン（BT）
試合結果などに応じて手に入るトークン。ライトベンダーを引くのに使用する。
チャージトークン（CT）
課金することでチャージできるトークン。シルバー以上のベンダーを引いたり、便利機能を使う際に使用する。

### 選手カード
選手カードはベンダーで購入できる。ベンダーによって排出される選手カードには違いがあり、課金ベンダーでしか入手できない選手もいる。
- ライトベンダー：100BT
- シルバーベンダー：300CT
- ゴールドベンダー：600CT
- プラチナベンダー：2500CT

プラチナベンダー以外のベンダーではスキルカードなどが登場する場合もある。また、スキルカードのみのスキルベンダー（150CT）もある。選手カードにはレアリティとコストが設定されており、指定コスト内でチームを編成する必要がある。
選手は試合結果に応じて経験値を入手し、レベルアップする。1レベルレベルにつき4ポイントの能力アップが可能で、1ポイントずつ割り振ることのできる能力が決まっている。
引退、NPB以外の球団に移籍した選手は翌シーズンにOB選手として扱われ、選手カードリストから除外される。

### スキルカード
選手個人に設定されたスキル以外にも、スキルカードを使ってスキルを追加することができる。スキルカードはベンダーから入手できる。また、重複した選手カードを利用してスキルレベルのアップに挑戦することもできる（使用した重複選手カードは消滅する）。

### 特訓
一軍登録されていない選手を使って特訓を行い、一時的に能力を上昇させることができる。特訓にはサポート選手として2名まで使用することができ、さらに特訓カードを使用して効果を上昇させられる。

### OB選手カードの扱い
ガイドラインに「現実の選手が引退や海外への移籍などにより日本野球機構（NPB）を離脱した場合、その選手カードはOB選手扱いとなります」とあるが、NPB管理下の国内チーム間移籍もOB選手扱いとする旨のアナウンスが出ており、ガイドラインと矛盾が発生している。